# Лауреати Державної премії України в галузі науки і техніки (1982)
Державна премія України в галузі науки і техніки — лауреати 1982 року.
На підставі подання Комітету з Державних премій України в галузі науки і техніки Центральний Комітет Компартії України і Рада Міністрів Української РСР видали Постанову № 600 від 14 грудня 1982 р. «Про присудження Державних премій України в галузі науки і техніки 1982 року»

## Лауреати Державної премії України в галузі науки і техніки 1982 року
| Премійована робота | Лауреати                                       | Коротко про лауреата |
| --- | ---------------------------------------------- | --- |
| Створення та впровадження у промисловість комплексу обладнання для виробництва солоної і копчено-в'яленої рибопродукції                                               | Єгоршин Віктор Васильович                      | головний інженер Центрального проектно-конструкторського і технологічного бюро Всесоюзного рибопромислового об'єднання Азово-Чорноморського басейну                                                 |
| Створення та впровадження у промисловість комплексу обладнання для виробництва солоної і копчено-в'яленої рибопродукції                                               | Любімов Віктор Георгійович                     | начальник Центрального проектно-конструкторського і технологічного бюро Всесоюзного рибопромислового об'єднання Азово-Чорноморського басейну                                                        |
| Створення та впровадження у промисловість комплексу обладнання для виробництва солоної і копчено-в'яленої рибопродукції                                               | Баяндін Анатолій Семенович                     | головний конструктор проекту Центрального проектно-конструкторського і технологічного бюро Всесоюзного рибопромислового об'єднання Азово-Чорноморського басейну                                     |
| Створення та впровадження у промисловість комплексу обладнання для виробництва солоної і копчено-в'яленої рибопродукції                                               | Келе-Шагинов Сергій Карпович                   | головний конструктор проекту Центрального проектно-конструкторського і технологічного бюро Всесоюзного рибопромислового об'єднання Азово-Чорноморського басейну                                     |
| Створення та впровадження у промисловість комплексу обладнання для виробництва солоної і копчено-в'яленої рибопродукції                                               | Солодовніков Костянтин Олексійович             | головний конструктор проекту Центрального проектно-конструкторського і технологічного бюро Всесоюзного рибопромислового об'єднання Азово-Чорноморського басейну                                     |
| Створення та впровадження у промисловість комплексу обладнання для виробництва солоної і копчено-в'яленої рибопродукції                                               | Соколенко Михайло Дмитрович                    | завідувач відділу Центрального проектно-конструкторського і технологічного бюро Всесоюзного рибопромислового об'єднання Азово-Чеорноморського басейну                                               |
| Створення та впровадження у промисловість комплексу обладнання для виробництва солоної і копчено-в'яленої рибопродукції                                               | Гергель Борис Юхимович                         | провідний конструктор Центрального проектно-конструкторського і технологічного бюро Всесоюзного рибопромислового об'єднання Азово-Чорноморського басейну                                            |
| Створення та впровадження у промисловість комплексу обладнання для виробництва солоної і копчено-в'яленої рибопродукції                                               | Кутєпов Сергій Степанович                      | директор Аршинцевського рибообробного філіалу Керченського виробничого об'єднання рибної промисловості                                                                                              |
| Створення та впровадження у промисловість комплексу обладнання для виробництва солоної і копчено-в'яленої рибопродукції                                               | Гордієнко Іван Пилипович                       | бригадир слюсарів Аршинцевського рибообробного філіалу Керченського виробничого об'єднання рибної промисловості                                                                                     |
| Створення та впровадження у промисловість комплексу обладнання для виробництва солоної і копчено-в'яленої рибопродукції                                               | Валявін Іван Григорович                        | головний конструктор Севастопольського експериментально-конструкторського бюро з підводних досліджень                                                                                               |
| Побудова великої серії композитних доків проекту 1760 і його модифікацій для судноремонтних та суднопередаточних робіт                                                | Кулак Євген Олександрович                      | завідувач сектору Херсонського обласного комітету Компартії України |
| Побудова великої серії композитних доків проекту 1760 і його модифікацій для судноремонтних та суднопередаточних робіт                                                | Коваленко Анатолій Георгійович                 | старший військовий представник Херсонського обласного комітету Компартії України |
| Побудова великої серії композитних доків проекту 1760 і його модифікацій для судноремонтних та суднопередаточних робіт                                                | Мішутін Володимир Андрійович                   | кандидат технічних наук, старший науковий співробітник Миколаївського філіалу Центрального науково-дослідного інституту технології суднобудування                                                   |
| Побудова великої серії композитних доків проекту 1760 і його модифікацій для судноремонтних та суднопередаточних робіт                                                | Тархов Володимир Вікторович                    | Заступник головного конструктора центрального конструкторського бюро «Ізумруд» Херсонського суднобудівного виробничого об'єднання імені 60-річчя Ленінського комсомолу                              |
| Побудова великої серії композитних доків проекту 1760 і його модифікацій для судноремонтних та суднопередаточних робіт                                                | Большаков Володимир Сергійович                 | головний інженер центрального конструкторського бюро «Ізумруд» Херсонського суднобудівного виробничого об'єднання імені 60-річчя Ленінського комсомолу                                              |
| Побудова великої серії композитних доків проекту 1760 і його модифікацій для судноремонтних та суднопередаточних робіт                                                | Таран Микола Миколайович                       | бригадир заводу «Паллада» Херсонського суднобудівного виробничого об'єднання імені 60-річчя Ленінського комсомолу                                                                                   |
| Побудова великої серії композитних доків проекту 1760 і його модифікацій для судноремонтних та суднопередаточних робіт                                                | Салабуда Микола Павлович                       | начальник цеху заводу «Паллада» Херсонського суднобудівного виробничого об'єднання імені 60-річчя Ленінського комсомолу                                                                             |
| Побудова великої серії композитних доків проекту 1760 і його модифікацій для судноремонтних та суднопередаточних робіт                                                | Колодяжний Валентин Федорович                  | головний технолог заводу «Паллада» Херсонського суднобудівного виробничого об'єднання імені 60-річчя Ленінського комсомолу                                                                          |
| Побудова великої серії композитних доків проекту 1760 і його модифікацій для судноремонтних та суднопередаточних робіт                                                | Онюков Володимир Ксенофонтович                 | головний конструктор заводу «Паллада» Херсонського суднобудівного виробничого об'єднання імені 60-річчя Ленінського комсомолу                                                                       |
| Побудова великої серії композитних доків проекту 1760 і його модифікацій для судноремонтних та суднопередаточних робіт                                                | Язиков Олексій Георгійович                     | головний інженер заводу «Паллада» Херсонського суднобудівного виробничого об'єднання імені 60-річчя Ленінського комсомолу                                                                           |
| Дослідження, розробка та впровадження висячих покриттів громадських будівель і споруд в Українській РСР                                                               | Пономаренко Василь Якимович                    | головний технолог тресту «Київміськбуд» № 6 |
| Дослідження, розробка та впровадження висячих покриттів громадських будівель і споруд в Українській РСР                                                               | Шамко Олександр Йосипович                      | бригадир монтажників тресту «Київміськбуд» № 6 |
| Дослідження, розробка та впровадження висячих покриттів громадських будівель і споруд в Українській РСР                                                               | Беднарський Борис Аркадійович                  | головний конструктор архітектурно-конструкторського бюро Зонального науково-дослідного і проектного інституту типового та експериментального проектування житлових і громадських будинків           |
| Дослідження, розробка та впровадження висячих покриттів громадських будівель і споруд в Українській РСР                                                               | Авдєєв Генріх Олексійович                      | головний інженер архітектурно-конструкторського бюро Зонального науково-дослідного і проектного інституту типового та експериментального проектування житлових і громадських будинків               |
| Дослідження, розробка та впровадження висячих покриттів громадських будівель і споруд в Українській РСР                                                               | Штолько Валентин Григорович                    | кандидат архітектури, завідувач архітектурно-конструкторським бюро Зонального науково-дослідного і проектного інституту типового та експериментального проектування житлових і громадських будинків |
| Дослідження, розробка та впровадження висячих покриттів громадських будівель і споруд в Українській РСР                                                               | Анищенко Алла Михайлівна                       | кандидат архітектури, головний архітектор проекту Зонального науково-дослідного і проектного інституту типового та експериментального проектування житлових і громадських будинків                  |
| Дослідження, розробка та впровадження висячих покриттів громадських будівель і споруд в Українській РСР                                                               | Гільман Генріх Борисович                       | кандидат технічних наук, завідувач сектору Зонального науково-дослідного і проектного інституту типового та експериментального проектування житлових і громадських будинків                         |
| Дослідження, розробка та впровадження висячих покриттів громадських будівель і споруд в Українській РСР                                                               | Касілов Олександр Васильович                   | кандидат технічних наук, головний інженер Зонального науково-дослідного і проектного інституту типового та експериментального проектування житлових і громадських будинків                          |
| Дослідження, розробка та впровадження висячих покриттів громадських будівель і споруд в Українській РСР                                                               | Дмітрієв Леонід Георгійович                    | кандидат технічних наук, заступник директора Зонального науково-дослідного і проектного інституту типового та експериментального проектування житлових і громадських будинків                       |
| Дослідження, розробка та впровадження висячих покриттів громадських будівель і споруд в Українській РСР                                                               | Заваров Олексій Іванович                       | кандидат архітектури, директор Зонального науково-дослідного і проектного інституту типового та експериментального проектування житлових і громадських будинків                                     |
| Розробка теоретичних основ, створення та освоєння комплексу тренажерів для підготовки і перепідготовки операторів енергоблоків теплових електростанцій                | Долгоносов Наум Семенович                      | старший бригадний інженер підприємства «Південтехенерго» виробничого об'єднання по наладці, удосконаленню технології і експлуатації електростанцій та мереж                                         |
| Розробка теоретичних основ, створення та освоєння комплексу тренажерів для підготовки і перепідготовки операторів енергоблоків теплових електростанцій                | Красноштан Микола Миколайович                  | директор Трипільської ДРЕС імені 60-річчя Великої Жовтневої Соціалістичної Революції |
| Розробка теоретичних основ, створення та освоєння комплексу тренажерів для підготовки і перепідготовки операторів енергоблоків теплових електростанцій                | Скляров Віталій Федорович                      | Міністр енергетики і електрифікації УРСР |
| Розробка теоретичних основ, створення та освоєння комплексу тренажерів для підготовки і перепідготовки операторів енергоблоків теплових електростанцій                | Петленко Юрій Олександрович                    | начальник навчально-тренувального центру того ж міністерства |
| Розробка теоретичних основ, створення та освоєння комплексу тренажерів для підготовки і перепідготовки операторів енергоблоків теплових електростанцій                | Досенко Анатолій Донатович                     | провідний інженер Київського інституту автоматики імені XXV з'їзду КПРС |
| Розробка теоретичних основ, створення та освоєння комплексу тренажерів для підготовки і перепідготовки операторів енергоблоків теплових електростанцій                | Дворнік Станіслав Григорович                   | провідний інженер Київського інституту автоматики імені XXV з'їзду КПРС |
| Розробка теоретичних основ, створення та освоєння комплексу тренажерів для підготовки і перепідготовки операторів енергоблоків теплових електростанцій                | Чачко Олексій Григорович                       | кандидат технічних наук, старший науковий співробітник Київського інституту автоматики імені ХХУ з'їзду КПРС                                                                                        |
| Розробка теоретичних основ, створення та освоєння комплексу тренажерів для підготовки і перепідготовки операторів енергоблоків теплових електростанцій                | Іовенко Олег Вікторович                        | кандидат технічних наук, старший науковий співробітник Київського інституту автоматики імені ХХУ з'їзду КПРС                                                                                        |
| Розробка теоретичних основ, створення та освоєння комплексу тренажерів для підготовки і перепідготовки операторів енергоблоків теплових електростанцій                | Ціпцюра Ростислав Дмитрович                    | кандидат технічних наук, завідувач лабораторії Київського інституту автоматики імені ХХУ з'їзду КПРС                                                                                                |
| Розробка теоретичних основ, створення та освоєння комплексу тренажерів для підготовки і перепідготовки операторів енергоблоків теплових електростанцій                | Пухов Георгій Євгенович                        | академік Академії наук УРСР, директор Інституту проблем моделювання в енергетиці Академії наук УРСР                                                                                                 |
| Розробка обладнання і технології для нанесення покриттів в умовах космосу методом випаровування та конденсації речовин                                                | Ляхов Володимир Афанасійович                   | космонавт-випробувач Центру підготовки космонавтів імені Ю. О. Гагаріна |
| Розробка обладнання і технології для нанесення покриттів в умовах космосу методом випаровування та конденсації речовин                                                | Кисельов Сергій Олександрович                  | начальник відділення Центру підготовки космонавтів імені Ю. О. Гагаріна |
| Розробка обладнання і технології для нанесення покриттів в умовах космосу методом випаровування та конденсації речовин                                                | Рюмін Валерій Вікторович                       | керівник комплексу науково-виробничого об'єднання «Енергія» |
| Розробка обладнання і технології для нанесення покриттів в умовах космосу методом випаровування та конденсації речовин                                                | Жуков Геннадій Вікторович                      | кандидат хімічних наук, старший науковий співробітник-інженер науково-виробничого об'єднання «Енергія»                                                                                              |
| Розробка обладнання і технології для нанесення покриттів в умовах космосу методом випаровування та конденсації речовин                                                | Нікітський Володимир Петрович                  | Кандидат технічних наук, начальник лабораторії науково-виробничого об'єднання «Енергія» |
| Розробка обладнання і технології для нанесення покриттів в умовах космосу методом випаровування та конденсації речовин                                                | Юрченко Микола Миколайович                     | кандидат технічних наук, завідувач відділу спеціального конструкторсько-технологічного бюро Інституту електродинаміки Академії наук УРСР                                                            |
| Розробка обладнання і технології для нанесення покриттів в умовах космосу методом випаровування та конденсації речовин                                                | Шулим Віктор Федорович                         | провідний інженер Інституту електрозварювання імені Є. О. Патона Академії наук УРСР |
| Розробка обладнання і технології для нанесення покриттів в умовах космосу методом випаровування та конденсації речовин                                                | Стесін Віктор Володимирович                    | керівник бригади особливого конструкторсько-технологічного бюро Інституту електрозварювання імені Є. О. Патона Академії наук УРСР                                                                   |
| Розробка обладнання і технології для нанесення покриттів в умовах космосу методом випаровування та конденсації речовин                                                | Загребельний Олександр Айзикович               | керівник групи Інституту електрозварювання імені Є. О. Патона Академії наук УРСР |
| Розробка обладнання і технології для нанесення покриттів в умовах космосу методом випаровування та конденсації речовин                                                | Лапчинський Всеволод Феодосійович              | кандидат технічних наук, завідувач лабораторії Інституту електрозварювання імені Є. О. Патона Академії наук УРСР                                                                                    |
| Розробка промислової автоматичної установки і технології для масового виробництва чавунних молольних тіл                                                              | Карпенко Віктор Федорович                      | старший науковий співробітник Дніпропетровського металургійного інституту |
| Розробка промислової автоматичної установки і технології для масового виробництва чавунних молольних тіл                                                              | Куліков Ігор В'ячеславович                     | кандидат технічних наук, завідувач відділу Донецького науково-дослідного інституту чорної металургії                                                                                                |
| Розробка промислової автоматичної установки і технології для масового виробництва чавунних молольних тіл                                                              | Кабанов Олексій Васильович                     | начальник відділу Республіканського промислового об'єднання гірничорудних підприємств |
| Розробка промислової автоматичної установки і технології для масового виробництва чавунних молольних тіл                                                              | Мартиненко Володимир Петрович                  | головний інженер Республіканського промислового об'єднання гірничорудних підприємств |
| Розробка промислової автоматичної установки і технології для масового виробництва чавунних молольних тіл                                                              | Кременчугський Олександр Львович               | начальник цеху Макіївського труболиварного заводу імені В. В. Куйбишева |
| Розробка промислової автоматичної установки і технології для масового виробництва чавунних молольних тіл                                                              | Станіловський Борис Васильович                 | директор Макіївського труболиварного заводу імені В. В. Куйбишева |
| Розробка промислової автоматичної установки і технології для масового виробництва чавунних молольних тіл                                                              | Рябчий Михайло Євменович                       | заступник Міністра чорної металургії УРСР |
| Розробка промислової автоматичної установки і технології для масового виробництва чавунних молольних тіл                                                              | Пудіков Дмитро Всеволодович                    | начальник технічного управління Міністерства чорної металургії УРСР |
| Розробка промислової автоматичної установки і технології для масового виробництва чавунних молольних тіл                                                              | Клімковський Броніслав Мечеславович            | кандидат технічних наук, завідувач лабораторії Науково-дослідного і дослідно-конструкторського інституту автоматизації чорної металургії                                                            |
| Розробка промислової автоматичної установки і технології для масового виробництва чавунних молольних тіл                                                              | Гончаров Юрій Григорович                       | кандидат технічних наук, директор Науково-дослідного і дослідно-конструкторського інституту автоматизації чорної металургії                                                                         |
| Розробка нового способу та освоєння високопродуктивної промислової технології зварювання-паяння напівпровідникових діодів масового застосування                       | Альперович Євген Олександрович                 | начальник відділу особливого конструкторського бюро виробничого приладобудівного об'єднання |
| Розробка нового способу та освоєння високопродуктивної промислової технології зварювання-паяння напівпровідникових діодів масового застосування                       | Аросєв Аскольд Авівович                        | начальник цеху виробничого приладобудівного об'єднання |
| Розробка нового способу та освоєння високопродуктивної промислової технології зварювання-паяння напівпровідникових діодів масового застосування                       | Утробін Юрій Борисович                         | головний інженер виробничого приладобудівного об'єднання |
| Розробка нового способу та освоєння високопродуктивної промислової технології зварювання-паяння напівпровідникових діодів масового застосування                       | Павлюк Сергій Павлович                         | кандидат фізико-математичних наук, старший науковий співробітник Київського державного університету імені Т. Г. Шевченка                                                                            |
| Розробка нового способу та освоєння високопродуктивної промислової технології зварювання-паяння напівпровідникових діодів масового застосування                       | Добровольський Валентин Миколайович            | доктор фізико-математичних наук, професор Київського державного університету імені Т. Г. Шевченка                                                                                                   |
| Розробка нового способу та освоєння високопродуктивної промислової технології зварювання-паяння напівпровідникових діодів масового застосування                       | Шевченко Василь Петрович                       | робітник Інституту електрозварювання імені Є. О. Патона Академії наук УРСР |
| Розробка нового способу та освоєння високопродуктивної промислової технології зварювання-паяння напівпровідникових діодів масового застосування                       | Кисліцин Віктор Михайлович                     | керівник групи Інституту електрозварювання імені Є. О. Патона Академії наук УРСР |
| Розробка нового способу та освоєння високопродуктивної промислової технології зварювання-паяння напівпровідникових діодів масового застосування                       | Мусін Олександр Георгійович                    | заступник завідувача відділу Інституту електрозварювання імені Є. О. Патона Академії наук УРСР |
| Розробка нового способу та освоєння високопродуктивної промислової технології зварювання-паяння напівпровідникових діодів масового застосування                       | Лебіга Всеволод Авксентійович                  | кандидат технічних наук, старший науковий співробітник Інституту електрозварювання імені Є. О. Патона Академії наук УРСР                                                                            |
| Розробка нового способу та освоєння високопродуктивної промислової технології зварювання-паяння напівпровідникових діодів масового застосування                       | Росошинський Олексій Анатолійович              | доктор технічних наук, завідувач відділу Інституту електрозварювання імені Є. О. Патона Академії наук УРСР                                                                                          |
| Цикл робіт «Розробка патогенезу опікової травми, діагностики, лікування, системи організації допомоги та реабілітації травмованих опіками в Українській РСР»          | Федоровський Олексій Олександрович (посмертно) | доктор медичних наук, професор |
| Цикл робіт «Розробка патогенезу опікової травми, діагностики, лікування, системи організації допомоги та реабілітації травмованих опіками в Українській РСР»          | Очередько Микола Артемович                     | завідувач відділення Вінницької обласної клінічної лікарні імені М. І. Пирогова |
| Цикл робіт «Розробка патогенезу опікової травми, діагностики, лікування, системи організації допомоги та реабілітації травмованих опіками в Українській РСР»          | Вартанян Оганес Вікторович                     | завідувач відділення Ворошиловградської обласної клінічної лікарні імені Ф. Е. Дзержинського |
| Цикл робіт «Розробка патогенезу опікової травми, діагностики, лікування, системи організації допомоги та реабілітації травмованих опіками в Українській РСР»          | Поліщук Семен Аркадійович                      | кандидат медичних наук, доцент Донецького державного медичного інституту імені М. Горького |
| Цикл робіт «Розробка патогенезу опікової травми, діагностики, лікування, системи організації допомоги та реабілітації травмованих опіками в Українській РСР»          | Перехрестенко Петро Михайлович                 | кандидат медичних наук, заступник начальника головного управління Міністерства охорони здоров'я УРСР                                                                                                |
| Цикл робіт «Розробка патогенезу опікової травми, діагностики, лікування, системи організації допомоги та реабілітації травмованих опіками в Українській РСР»          | Сморщок Сергій Андрійович                      | кандидат біологічних наук, завідувач кафедри Тернопільського державного медичного інституту |
| Цикл робіт «Розробка патогенезу опікової травми, діагностики, лікування, системи організації допомоги та реабілітації травмованих опіками в Українській РСР»          | Лазаретник Аврам Шимонович                     | доктор медичних наук, начальник міжгалузевої експериментальної лабораторії |
| Цикл робіт «Розробка патогенезу опікової травми, діагностики, лікування, системи організації допомоги та реабілітації травмованих опіками в Українській РСР»          | Пекарський Давид Євсійович                     | доктор медичних наук, завідувач відділення Харківського науково-дослідного інституту загальної та невідкладної хірургії                                                                             |
| Цикл робіт «Розробка патогенезу опікової травми, діагностики, лікування, системи організації допомоги та реабілітації травмованих опіками в Українській РСР»          | Повстяний Микола Юхимович                      | доктор медичних наук, завідувач відділення Київського науково-дослідного інституту гематології та переливання крові                                                                                 |
| Цикл робіт «Розробка патогенезу опікової травми, діагностики, лікування, системи організації допомоги та реабілітації травмованих опіками в Українській РСР»          | Братусь Василь Дмитрович                       | член-кореспондент Академії наук УРСР, завідувач кафедри Київського медичного інституту імені академіка О. О. Богомольця                                                                             |
| Створення та впровадження машини ППК-4, яка здійснює високоефективну технологію збирання всього біологічного врожаю кукурудзи за один прохід агрегату                 | Кифоренко Василь Іванович                      | старший науковий співробітник Українського науково-дослідного інституту механізації та електрифікації сільського господарства                                                                       |
| Створення та впровадження машини ППК-4, яка здійснює високоефективну технологію збирання всього біологічного врожаю кукурудзи за один прохід агрегату                 | Поєдинок Віктор Юхимович                       | кандидат технічних наук, завідувач лабораторії Українського науково-дослідного інституту механізації та електрифікації сільського господарства                                                      |
| Створення та впровадження машини ППК-4, яка здійснює високоефективну технологію збирання всього біологічного врожаю кукурудзи за один прохід агрегату                 | Тудель Микола Васильович                       | кандидат технічних наук, завідувач лабораторії Українського науково-дослідного інституту механізації та електрифікації сільського господарства                                                      |
| Створення та впровадження машини ППК-4, яка здійснює високоефективну технологію збирання всього біологічного врожаю кукурудзи за один прохід агрегату                 | Стрій Іван Федорович                           | бригадир електрозварників виробничого об'єднання «Херсонський комбайновий завод імені Г. І. Петровського»                                                                                           |
| Створення та впровадження машини ППК-4, яка здійснює високоефективну технологію збирання всього біологічного врожаю кукурудзи за один прохід агрегату                 | Барановський Павло Петрович                    | начальник бюро СКБ виробничого об'єднання «Херсонський комбайновий завод імені Г. І. Петровського»                                                                                                  |
| Створення та впровадження машини ППК-4, яка здійснює високоефективну технологію збирання всього біологічного врожаю кукурудзи за один прохід агрегату                 | Архипов Геннадій Матвійович                    | начальник бюро СКБ виробничого об'єднання «Херсонський комбайновий завод імені Г. І. Петровського»                                                                                                  |
| Створення та впровадження машини ППК-4, яка здійснює високоефективну технологію збирання всього біологічного врожаю кукурудзи за один прохід агрегату                 | Орєхов Арсеній Петрович                        | заступник начальника спеціального конструкторського бюро виробничого об'єднання «Херсонський комбайновий завод імені Г. І. Петровського»                                                            |
| Створення та впровадження машини ППК-4, яка здійснює високоефективну технологію збирання всього біологічного врожаю кукурудзи за один прохід агрегату                 | Козачок Борис Дмитрович                        | начальник спеціального конструкторського бюро виробничого об'єднання «Херсонський комбайновий завод імені Г. І. Петровського»                                                                       |
| Створення та впровадження машини ППК-4, яка здійснює високоефективну технологію збирання всього біологічного врожаю кукурудзи за один прохід агрегату                 | Миронов Борис Олександрович                    | генеральний директор виробничого об'єднання «Херсонський комбайновий завод імені Г. І. Петровського»                                                                                                |
| Цикл робіт «Розробка методів експериментального одержання і практичного використання індукованих мутацій у рослин»                                                    | Шкварніков Петро Климентійович                 | доктор біологічних наук, професор |
| Цикл робіт «Розробка методів експериментального одержання і практичного використання індукованих мутацій у рослин»                                                    | Чучмій Іван Петрович                           | кандидат біологічних наук, завідувач лабораторії Черкаської державної сільськогосподарської дослідної станції                                                                                       |
| Цикл робіт «Розробка методів експериментального одержання і практичного використання індукованих мутацій у рослин»                                                    | Борейко Василь Сидорович                       | кандидат біологічних наук старший науковий співробітник Інституту молекулярної біології і генетики Академії наук УРСР                                                                               |
| Цикл робіт «Розробка методів експериментального одержання і практичного використання індукованих мутацій у рослин»                                                    | Пересипкін Володимир Федорович                 | член-кореспондент ВАСГНІЛ, завідувач кафедри Української сільськогосподарської академії |
| Цикл робіт «Розробка методів експериментального одержання і практичного використання індукованих мутацій у рослин»                                                    | Моргун Володимир Васильович                    | доктор біологічних наук, завідувач відділу Інституту молекулярної біології і генетики Академії наук УРСР                                                                                            |
| Теоретична розробка нових біодеструктуючих полімерів медичного призначення, їх експериментальна перевірка, створення технології виробництва та впровадження в клініку | Даньшин Тимур Іванович                         | кандидат медичних наук, асистент Київського медичного інституту імені академіка О. О. Богомольця |
| Теоретична розробка нових біодеструктуючих полімерів медичного призначення, їх експериментальна перевірка, створення технології виробництва та впровадження в клініку | Яценко Валентин Порфирович                     | кандидат медичних наук, доцент Київського медичного інституту імені академіка О. О. Богомольця |
| Теоретична розробка нових біодеструктуючих полімерів медичного призначення, їх експериментальна перевірка, створення технології виробництва та впровадження в клініку | Коломійцев Андрій Костянтинович                | доктор медичних наук, професор Київського медичного інституту імені академіка О. О. Богомольця |
| Теоретична розробка нових біодеструктуючих полімерів медичного призначення, їх експериментальна перевірка, створення технології виробництва та впровадження в клініку | Сітківський Микола Борисович                   | доктор медичних наук, завідувач кафедри Київського медичного інституту імені академіка О. О. Богомольця                                                                                             |
| Теоретична розробка нових біодеструктуючих полімерів медичного призначення, їх експериментальна перевірка, створення технології виробництва та впровадження в клініку | Шалімов Сергій Олександрович                   | доктор медичних наук, завідувач відділення Київського науково-дослідного інституту клінічної та експериментальної хірургії                                                                          |
| Теоретична розробка нових біодеструктуючих полімерів медичного призначення, їх експериментальна перевірка, створення технології виробництва та впровадження в клініку | Веселовський Роман Олександрович               | доктор хімічних наук, завідувач відділу Інституту хімії високомолекулярних сполук Академії наук УРСР                                                                                                |
| Теоретична розробка нових біодеструктуючих полімерів медичного призначення, їх експериментальна перевірка, створення технології виробництва та впровадження в клініку | Горбенко Розалія Вікторівна                    | начальник дослідних установок дослідного виробництва Інституту хімії високомолекулярних сполук Академії наук УРСР                                                                                   |
| Теоретична розробка нових біодеструктуючих полімерів медичного призначення, їх експериментальна перевірка, створення технології виробництва та впровадження в клініку | Чуприна Лідія Микитівна                        | молодший науковий співробітник Інституту органічної хімії Академії наук УРСР |
| Теоретична розробка нових біодеструктуючих полімерів медичного призначення, їх експериментальна перевірка, створення технології виробництва та впровадження в клініку | Пхакадзе Георгій Олександрович                 | кандидат біологічних наук, старший науковий співробітник Інституту органічної хімії Академії наук УРСР                                                                                              |
| Теоретична розробка нових біодеструктуючих полімерів медичного призначення, їх експериментальна перевірка, створення технології виробництва та впровадження в клініку | Ліпатова Тетяна Есперівна                      | доктор хімічних наук, завідувачка відділу Інституту органічної хімії Академії наук УРСР |
| Цикл робіт «Розробка та дослідження надпровідників з високими критичними параметрами»                                                                                 | Матросов Микола Іванович                       | кандидат технічних наук, завідувач лабораторії Донецького фізико-технічного інституту Академії наук УРСР                                                                                            |
| Цикл робіт «Розробка та дослідження надпровідників з високими критичними параметрами»                                                                                 | Буряк Валентин Порфирович                      | кандидат технічних наук, завідувач відділу Донецького фізико-технічного інституту Академії наук УРСР                                                                                                |
| Цикл робіт «Розробка та дослідження надпровідників з високими критичними параметрами»                                                                                 | Білецький Юрій Іванович                        | кандидат фізики-математичних наук, завідувач сектору Інституту металофізики Академії наук УРСР |
| Цикл робіт «Розробка та дослідження надпровідників з високими критичними параметрами»                                                                                 | Пан Володимир Михайлович                       | доктор фізико-математичних наук, завідувач відділу Інституту металофізики Академії наук УРСР |
| Цикл робіт «Розробка та дослідження надпровідників з високими критичними параметрами»                                                                                 | Полтавець Віталій Артемович                    | заступник завідувача лабораторією Харківського фізико-технічного інституту Академії наук УРСР |
| Цикл робіт «Розробка та дослідження надпровідників з високими критичними параметрами»                                                                                 | Чорний Олег Володимирович                      | кандидат технічних наук, керівник групи Харківського фізико-технічного інституту Академії наук УРСР                                                                                                 |
| Цикл робіт «Розробка та дослідження надпровідників з високими критичними параметрами»                                                                                 | Лазарєва Ліба Шмуїлівна                        | кандидат фізики-математичних наук, керівник групи Харківського фізико-технічного інституту Академії наук УРСР                                                                                       |
| Цикл робіт «Розробка та дослідження надпровідників з високими критичними параметрами»                                                                                 | Ажажа Володимир Михайлович                     | кандидат фізики-математичних наук, завідувач лабораторії Харківського фізико-технічного інституту Академії наук УРСР                                                                                |
| Цикл робіт «Розробка та дослідження надпровідників з високими критичними параметрами»                                                                                 | Галкін Олександр Олександрович (посмертно)     | академік Академії наук УРСР]] |
| Цикл робіт «Розробка та дослідження надпровідників з високими критичними параметрами»                                                                                 | Лазарєв Борис Георгійович                      | академік Академії наук УРСР, завідувач відділу Харківського фізико-технічного інституту Академії наук УРСР                                                                                          |
| Монографія «Теория случайных процессов» у трьох томах, опублікована в 1971—1975 роках                                                                                 | Скороход Анатолій Володимирович                | член-кореспондент Академії наук УРСР, завідувач відділу Інституту математики Академії наук УРСР |
| Монографія «Теория случайных процессов» у трьох томах, опублікована в 1971—1975 роках                                                                                 | Гіхман Йосип Ілліч                             | член-кореспондент Академії наук УРСР, завідувач відділу Інституту прикладної математики і механіки Академії наук УРСР                                                                               |
| Цикл робіт «Світоглядні проблеми матеріалістичної діалектики і методологія соціального пізнання»                                                                      | Шинкарук Володимир Іларіонович                 | член-кореспондент Академії наук СРСР, директор Інституту філософії Академії наук УРСР |
| Цикл робіт «Світоглядні проблеми матеріалістичної діалектики і методологія соціального пізнання»                                                                      | Іванов Вадим Петрович                          | доктор філософських наук, заступник директора Інституту філософії Академії наук УРСР |
| Цикл робіт «Світоглядні проблеми матеріалістичної діалектики і методологія соціального пізнання»                                                                      | Табачковський Віталій Георгійович              | доктор філософських наук, завідувач сектору Інституту філософії Академії наук УРСР |
| Цикл робіт «Світоглядні проблеми матеріалістичної діалектики і методологія соціального пізнання»                                                                      | Булатов Михайло Олександрович                  | кандидат філософських наук, старший науковий співробітник Інституту філософії Академії наук УРСР |
| Цикл робіт «Світоглядні проблеми матеріалістичної діалектики і методологія соціального пізнання»                                                                      | Косолапов Віктор Васильович                    | доктор філософських наук, заступник директора Інституту соціальних і економічних проблем зарубіжних країн Академії наук УРСР                                                                        |
| Цикл робіт «Світоглядні проблеми матеріалістичної діалектики і методологія соціального пізнання»                                                                      | Яценко Олександр Іванович                      | доктор філософських наук, завідувач кафедри Інституту підвищення кваліфікації викладачів суспільних наук при Київському державному університеті імені Т. Г. Шевченка                                |
| Підручник «Основы преобразовательной техники», опублікований у 1980 році (2-е видання)                                                                                | Чиженко Іван Миронович                         | член-кореспондент Академії наук УРСР, завідувач кафедри Київського політехнічного інституту імені 50-річчя Великої Жовтневої соціалістичної революції                                               |
| Підручник «Основы преобразовательной техники», опублікований у 1980 році (2-е видання)                                                                                | Руденко Володимир Семенович                    | доктор технічних наук, завідувач кафедри Київського політехнічного інституту імені 50-річчя Великої Жовтневої соціалістичної революції                                                              |
| Підручник «Основы преобразовательной техники», опублікований у 1980 році (2-е видання)                                                                                | Сенько Віталій Іванович                        | кандидат технічних наук, професор Київського політехнічного інституту імені 50-річчя Великої Жовтневої соціалістичної революції                                                                     |
| Підручник «Загальне землеробство», опублікований у 1976 році (6-е видання)                                                                                            | Рубін Симон Самійлович                         | доктор сільськогосподарських наук, завідувач кафедри Уманського сільськогосподарського інституту імені О. М. Горького                                                                               |